# میه‌چیسواوا فرانچیک
میه‌چیسواوا فرانچیک (لهستانی: Mieczysława Franczyk؛ ‏ تلفظ لهستانی: [mʲɛt͡ʂɨ'swava]؛ ‏ زادهٔ ۱ آوریل ۱۹۴۲) ورزشکار روئینگ اهل لهستان است.
او در بازی‌های المپیک تابستانی ۱۹۷۶ حضور داشت و با سایر ورزشکاران به رقابت پرداخت.